# Jorge María Mejía
Jorge María Mejía (Buenos Aires, 31. siječnja 1923. – Rim, 9. prosinca 2014.), je bio argentinski rimokatolički arhivist Vatikanskih tajnih arhiva i kardinal.

## Životopis
Mejía je rođen u Buenos Airesu, Argentina, a zaređen za svećenika u Buenos Airesu 22. rujna 1945. Predavao je Sveto pismo na više sveučilišta te sudjelovao na Drugom vatikanskom saboru kao peritus (teolog savjetnik) te je postao kapelan Njegove Svetosti, 20. rujna 1978. godine. Dobio je doktorat iz teologije na Papinskom sveučilištu svetog Tome Akvinskog (Angelicum) i licencu iz biblijskih znanosti na Papinskom biblijskom institutu.
Dana 8. ožujka 1986. Mejía je imenovan naslovnim biskupom Apolonije i dužnosnik kurijalnog Papinskog vijeća za pravdu i mir. Njegovo biskupsko posvećenje održano je 12. travnja 1986. godine. Dana 5. ožujka 1994. Mejía je imenovan tajnikom Kongregacije za biskupe te uzvišen na čin nadbiskupa. Pet dana kasnije, 10. ožujka 1994. godine, imenovan je tajnikom kardinalskog zbora. Dana 7. ožujka 1998. godine postao je arhivist i knjižničar Vatikanskih tajnih arhiva. Za svoje geslo je imao On je naš mir (lat. Ipse est pax nostra).
Dana 21. veljače 2001. Mejía je imenovan kardinalom-đakon crkve San Girolamo della Carita. Dana 24. studenog 2003. godine se umirovi na mjestu arhivista i knjižničara Vatikanskih tajnih arhiva. Dana 21. veljače 2011. godine postaje kardinal-svećenik. 13. ožujka 2013. kardinal Mejía je doživio srčani udar, isti dan kada je njegov kolega, argentinski kardinal Jorge Mario Bergoglio, izabran za papu Franju. Mejía je umro u Rimu 9. prosinca 2014. u dobi od 91 godine.
Jorge María Mejía je održao govor 1999. godine na otvorenju izložbe "Hrvati-kršćanstvo, kultura, umjetnost" u Vatikanu.

## Vanjske poveznice
- (engl.) Jorge María Mejía na stranici Catholic-Hierarchy